# 박승규 (1921년)
박승규(1921년 5월 20일~1971년 3월 1일)는 대한민국의 정치인이다. 제6대 국회의원을 지냈다.

## 역대 선거 결과
|  | 51.51% |

|  | 26.24% |